# (100400) 1995 YX7
(100400) 1995 YX7 es un asteroide perteneciente al cinturón de asteroides, descubierto el 18 de diciembre de 1995 por el equipo del Spacewatch desde el Observatorio Nacional de Kitt Peak, Arizona, Estados Unidos.

## Designación y nombre
Designado provisionalmente como 1995 YX7.

## Características orbitales
1995 YX7 está situado a una distancia media del Sol de 2,366 ua, pudiendo alejarse hasta 2,845 ua y acercarse hasta 1,888 ua. Su excentricidad es 0,202 y la inclinación orbital 4,769 grados. Emplea 1330 días en completar una órbita alrededor del Sol.

## Características físicas
La magnitud absoluta de 1995 YX7 es 16,4.